# A Magyar Állami Operaház Mesterművésze
A Magyar Állami Operaház Mesterművésze díjat a kulturális miniszter alapította 2003-ban „a kimagasló művészeti tevékenység és a magyar operakultúra szolgálatának elismerésére”. A díj kizárólag azon művészeknek adományozható, akik egy személyben Kossuth-díjasok, valamint a Magyar Állami Operaház örökös tagjai, továbbá betöltötték
- rendezők, karmesterek, karigazgatók és tervezők esetében a 65.;
- operaénekesek esetében a 60.;
- balett-táncosok esetében pedig az 50. életévüket.[1]

A díjazottak életük végéig járadékban részesülnek. Amennyiben időközben megkapják A Nemzet Művésze díjat is, mindkét címet viselhetik, azonban dönteniük kell, melyik után veszik fel a járadékot.
A cím viselőinek száma nincs megkötve. A díjra való jogosultság bekövetkezésekor az arról szóló okiratot az Operaház főigazgatója adja át a magyar opera napja alkalmából rendezett ünnepségen. A mesterművész-díjjal összefüggő kiadások fedezetéről, valamint a díj értékállóságának megőrzéséről az Operaháznak kell gondoskodnia.
A díjat első alkalommal 14 fő vehette át 2003. március 25-én az Operaház Székely Bertalan-termében. Részükre az életjáradékot január 1-jétől visszamenőleg folyósították.

## A Magyar Állami Operaház Mesterművésze cím kitüntetettjei

### Jelenlegi díjazottak
| Név              | Foglalkozása | A cím elnyerésének éve | Születés éve | Életkor |
| ---------------- | ------------ | ---------------------- | ------------ | ------- |
| Hágai Katalin    | táncművész   | 2016                   | 1961         | 64 éves |
| Harangozó Gyula  | táncművész   | 2021                   | 1956         | 69 éves |
| Kalmár Magda     | operaénekes  | 2004                   | 1944         | 81 éves |
| Kelen Péter      | operaénekes  | 2010                   | 1950         | 75 éves |
| Keveházi Gábor   | táncművész   | 2007                   | 1953         | 72 éves |
| Kincses Veronika | operaénekes  | 2009                   | 1948         | 76 éves |
| Kiss-B. Atilla   | operaénekes  | 2023                   | 1963         | 62 éves |
| Kovács János     | karmester    | 2016                   | 1951         | 73 éves |
| Kováts Kolos     | operaénekes  | 2008                   | 1948         | 77 éves |
| Marton Éva       | operaénekes  | 2023                   | 1943         | 82 éves |
| Medveczky Ádám   | karmester    | 2011                   | 1941         | 84 éves |
| Miller Lajos     | operaénekes  | 2009                   | 1940         | 85 éves |
| Molnár András    | operaénekes  | 2008                   | 1948         | 76 éves |
| Orosz Adél       | táncművész   | 2003                   | 1938         | 87 éves |
| Pártay Lilla     | táncművész   | 2010                   | 1941         | 83 éves |
| Pongor Ildikó    | táncművész   | 2003                   | 1953         | 72 éves |
| Szinetár Miklós  | rendező      | 2003                   | 1932         | 93 éves |
| Tokody Ilona     | operaénekes  | 2013                   | 1953         | 72 éves |
| Volf Katalin     | táncművész   | 2016                   | 1964         | 61 éves |

### Elhunyt díjazottak
| Név                | Foglalkozása   | A cím elnyerésének éve | Születés éve | Elhalálozás éve |
| ------------------ | -------------- | ---------------------- | ------------ | --------------- |
| Békés András       | rendező        | 2003                   | 1927         | 2015            |
| Berczelly István   | operaénekes    | 2020                   | 1938         | 2024            |
| Csikós Attila      | díszlettervező | 2013                   | 1942         | 2017            |
| Déry Gabriella     | operaénekes    | 2005                   | 1933         | 2014            |
| Dózsa Imre         | táncművész     | 2003                   | 1941         | 2024            |
| Havas Ferenc       | táncművész     | 2003                   | 1935         | 2007            |
| Ilosfalvy Róbert   | operaénekes    | 2003                   | 1927         | 2009            |
| Komlóssy Erzsébet  | operaénekes    | 2003                   | 1933         | 2014            |
| Kun Zsuzsa         | táncművész     | 2003                   | 1934         | 2018            |
| Lukács Ervin       | karmester      | 2003                   | 1928         | 2011            |
| Márk Tivadar       | jelmeztervező  | 2003                   | 1908         | 2003            |
| Melis György       | operaénekes    | 2003                   | 1923         | 2009            |
| Sándor Judit       | operaénekes    | 2004                   | 1923         | 2008            |
| Seregi László      | táncművész     | 2003                   | 1929         | 2012            |
| Sólyom-Nagy Sándor | operaénekes    | 2007                   | 1941         | 2020            |
| Szakály György     | táncművész     | 2014                   | 1955         | 2025            |
| Takács Paula       | operaénekes    | 2003                   | 1913         | 2003            |